# هيرسكي (محافظة لفيف)
هيرسكي (Гірське) هي قرية في محافظة لفيف في أوكرانيا.